# Беркофф, Стивен
Сти́вен Бе́ркофф (англ. Steven Berkoff, при рождении Ле́сли Сти́вен Беркс (англ. Leslie Steven Berks); род. 3 августа 1937, Лондон, Англия, Великобритания) — английский актёр театра и кино, режиссёр и сценарист. Наиболее известен ролями русских военных в фильмах: «Осьминожка» (генерал Орлов) и «Рэмбо: Первая кровь 2» (подполковник Подовский).

## Биография
Стивен — сын портного Альфреда Беркса (Берковича) и домохозяйки Полин (в девичестве Химен). Родители были еврейскими эмигрантами из Румынии.
С 1948-го по 1950-й год Стивен учился в гимназии, а после — поступил в Академию драматического искусства в Лондоне, которую окончил в 1958-м году. Несмотря на то, что полученное Стивеном образование считалось более чем полноценным и чрезвычайно престижным, будущему актёру этого показалось недостаточным. Потому Стивен Беркофф решил продолжить учёбу и поступил в одну из известных парижских школ, обучение в которой окончил в 1965-м году.
В то же время Беркофф стал пробовать себя в актёрстве, выступая на сценах многочисленных театров. В первую очередь ему удавались роли в классических постановках по произведениям Шекспира, По, Кафки. В 1968 году он создаёт в Лондоне собственную театральную труппу и ставит немало спектаклей по своим же пьесам.
Беркоффом заинтересовываются в киноиндустрии. Он сотрудничает с великими режиссёрами эпохи — это Ингмар Бергман, Стэнли Кубрик, Микеланджело Антониони, Питер Хайамс. Частенько ему приходится играть роли отрицательных персонажей — злодеев, садистов, коррумпированных чиновников.
В 1988 году Стивен в качестве театрального режиссёра ставит «Саломею» Оскара Уайльда в дублинском Gate Theatre. Через год Беркоффа просят повторить постановку, но уже на сцене Национального театра в Лондоне.
В 90-е годы он много и плодотворно снимается в фильмах и сериалах. Его роли чаще всего второплановые, но это не мешает актёру завоёвывать всё новых и новых поклонников своего мастерства. В 1998 году он принял участие в записи трека и съёмках видеоклипа «The Mind of the Machine» евродэнс-коллектива N-Trance. В начале 2000-х активность Стивена не ослабевает. Один из наиболее ярких проектов того времени — историческая драма «Аттила — завоеватель» Дика Лоури, где его партнёрами по съёмочной работе стали Джерард Батлер (Аттила), Пауэрс Бут (Флавий Аэций) и Рег Роджерс (Валентиниан). В 2004 году он появляется в компании Стюарта Таунсенда, Шарлиз Терон, Пенелопы Крус и Томаса Кречмана в ленте «Голова в облаках», мигом получившей одобрение зрителей и кинокритиков.
В 2009—2011 годах на экраны выходят сразу несколько ярких картин с участием Беркоффа — «44 дюйма», «Идеальная жизнь», «Турист», «Девушка с татуировкой дракона». В телесериале Нила Джордана «Борджиа» Беркофф исполнил роль скандального священника Джироламо Савонаролы.
В настоящее время Стивен Беркофф по-прежнему деятелен — несмотря на внушительный возраст. За спиной актёра — большая творческая жизнь.

## Фильмография

### Режиссёр/сценарист
| Год  | Название               | Оригинальное название                   | Роль                |
| ---- | ---------------------- | --------------------------------------- | ------------------- |
| 1987 | Метаморфозы (ТВ)       | Metamorphosis                           | сценарист           |
| 1990 | Грек (пьеса)           | Greek                                   | сценарист           |
| 1991 | Сердце-обличитель (ТВ) | The Tell-Tale Heart                     | сценарист           |
| 1994 | Любовь вчетвером       | Decadence                               | режиссёр, сценарист |
| 1999 | Восток                 | East                                    | режиссёр, сценарист |
| 2002 | Злодеи Шекспира        | Shakespeare’s Villains (TV documentary) | сценарист           |

### Актёр
- 1961 — Конга / Konga — студент на экскурсии (нет в титрах)
- 1964 — Гамлет (ТВ) / Hamlet — Люцианус
- 1967 — Рабские девочки / Slave Girls — Джон
- 1971 — Николай и Александра / Nicholas and Alexandra — Панкратов
- 1971 — Заводной апельсин / A Clockwork Orange — Том
- 1975 — Профессия: репортёр / Professione: reporter — Стивен
- 1975 — Барри Линдон / Barry Lyndon — лорд Лудд
- 1977 — Джозеф Эндрюс / Joseph Andrews — Гризи Феллоу
- 1980 — МакВикар / McVicar — Ронни Харрисон
- 1981 — Чужая земля / Outland — Саган
- 1982 — Побег изо льдов (ТВ) / Coming Out of the Ice — Aтоман
- 1983 — Осьминожка / Octopussy — генерал Орлов
- 1984 — Полицейский из Беверли-Хиллз / Beverly Hills Cop — Виктор Мэйтланд
- 1985 — Рэмбо: Первая кровь 2 / Rambo: First Blood Part II — подполковник Подовский
- 1985 — Подземный мир / Underworld — Хьюго Мазерскилл
- 1985 — Революция / Revolution — сержант Джонс
- 1986 — Абсолютные новички / Absolute Beginners — фанатик
- 1986 — Под вишнёвой луной / Under the Cherry Moon — мистер Шарон
- 1986 — Грехи / Sins — Карл фон Эйдерфельд
- 1987 — Метаморфозы (ТВ) / Metamorphosis — мистер Санса
- 1988 — Пленник Рио/ Prisoner of Rio — Джек МакФарлэнд
- 1989 — Streets of Yesterday
- 1991 — Братья Крэй / The Krays — Джордж Корнелл
- 1991 — Микеланджело (ТВ) / A Season of Giants — Савонарола
- 1991 — Сердце-обличитель (ТВ) / The Tell-Tale Heart — Человек
- 1992 — Вторжение пришельцев (ТВ) / Intruders — Эддисон Лич
- 1994 — Любовь вчетвером / Decadence — Стив / Лес / кутюрье
- 1995 — Честная игра / Fair Game — полковник Илья Казак
- 1997 — Любовь в Париже / Love in Paris / Another 9½ Weeks — Виторио ДаСилва
- 1997 — Мой забытый мужчина / Flynn — Клаус Реичер
- 1998 — Легионер / Legionnaire — сержант Штейнкампф
- 2000 — Ржавый алюминий / Rancid Aluminium — Kaнт
- 2000 — Сотворение мира (ТВ) / In the Beginning — Потифар
- 2001 — Аттила-завоеватель (ТВ) / Attila — король Руа
- 2001 — Новичкам везет / Beginner’s Luck — магический Боб
- 2001 — Волшебник страны грёз (ТВ) / Hans Christian Andersen: My Life as a Fairy Tale — Meйслинг
- 2002 — Masters of Darkness: Aleister Crowley — The Wickedest Man in the World (TV)— Алистер Кроули (озвучивание)
- 2002 — Неудержимые / Riders / Steal — Сюртейн
- 2002 — 9 мёртвых геев / 9 Dead Gay Guys — Джефф
- 2002 — Bokshu the Myth
- 2003 — Две съехавшие крыши / Headrush — Дядя
- 2003 — Дети Дюны / Children of Dune — Стилгар
- 2003 — Рассеянное утро/ Broken Morning (TV) — Maйор
- 2004 — Чарли / Charlie — Чарли Ричардсон, старший
- 2004 — Голова в облаках / Head in the Clouds — Чарльз Бессе
- 2004 — Невесты / Nyfes — Kaрабулат
- 2005 — Naked in London — Лоуренс Мастерс
- 2005 — Палач / The Headsman — инквизитор
- 2005 — Лес богов / Forest of the Gods — комендант Хоппе
- 2006 — Отель «Вавилон» / Hotel Babylon — мистер Уилтшир
- 2006 — Мисс Марпл: Щёлкни пальцем только раз (ТВ) / Marple: By the Pricking of My Thumbs — Фредди Эклс
- 2006 — Летучий шотландец / The Flying Scotsman — Эрнст Хагеман
- 2006 — Плутоний-239 / The Half-Life of Timofey Berezin — Старков
- 2006 — The 10th Man (короткометражка) — 'Красный' Джек Вейнбаум
- 2007 — Скажи это по-русски / Say It in Russian — Олег Рожин
- 2007 — Медвежья охота — Роджер Джонс
- 2008 — Долина смертной тени (ТВ) / Das jüngste Gericht — Конрад
- 2008 — Человек — точка/ The Dot Man — Генерал Уэст
- 2009 — На краю света / Ved Verdens Ende — Джек Пудовский
- 2009 — 44 дюйма / 44 Inch Chest — Типпи Гордон
- 2010 — Идеальная жизнь / Perfect Life — старик
- 2010 — Большое я / The Big I Am — Эм-Си
- 2010 — Самый гламурный фильм/ Drop Dead Gorgeous— Клаудио
- 2010 — Просто на заметку/ Just for the Record — Майк Росферри
- 2010 — Мёртвый свидетель / Dead Cert — Кеннет Мейсон
- 2010 — Турист / The Tourist — Реджинальд Шоу
- 2011 — Девушка с татуировкой дракона / The Girl with the Dragon Tattoo — Дирк Фруде
- 2011 — Борджиа / The Borgias — Джироламо Савонарола
- 2012 — Стриптизёрши против оборотней / Strippers vs Werewolves — Флетт
- 2012 — Доктор кто / Doctor who — Шакри
- 2013 — РЭД 2 — Кобб
- 2021 — Культовые тусовщики — Алистер Кроули
- 2021 — Боец: король ринга/Prizefighter: The Life of Jem Belcher — Уолтер